# 大瓦布尔
大瓦布尔（法語：Grand-Vabre，法語發音：[ɡʁɑ̃ vabʁ]）是法国阿韦龙省的一个旧市镇，属于罗德兹区。2016年，大瓦布尔与邻近的3个市镇合并为新市镇鲁埃格地区孔克。

## 地理
大瓦布尔（44°37'45"N, 2°21'30"E）面积29.53 平方千米，位于法国奧克西塔尼大區阿韦龙省，该省份为法国南部内陆省份，位于法國中央高原南部，北起顺时针与康塔爾省、洛泽尔省、加尔省、埃罗省、塔恩省、塔恩-加龙省和洛特省接壤。
与大瓦布尔接壤的市镇（或旧市镇、城区）包括：阿尔蒙莱瑞尼、孔克、诺阿亚克、圣帕尔泰姆、圣桑坦、塞内尔格、卡萨尼尤兹、维埃耶维、鲁埃格地区孔克、穆尔茹、皮卡佩勒。

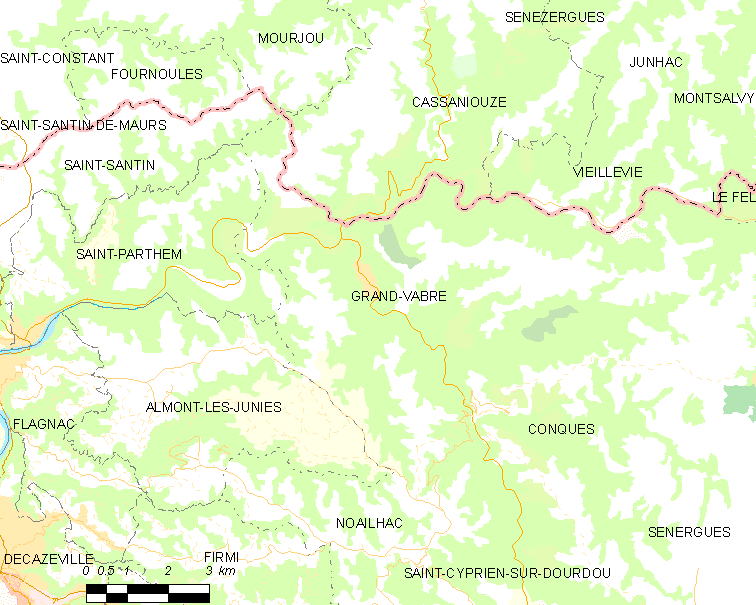
大瓦布尔的OSM定位图

大瓦布尔的时区为UTC+01:00、UTC+02:00（夏令时）。

## 行政
大瓦布尔的邮政编码为12320，INSEE市镇编码为12114。

## 政治
大瓦布尔所属的省级选区为洛特-杜尔杜县。

## 人口

1962-2008年间大瓦布尔人口变化图示

大瓦布尔于2018年1月1日时的人口数量为381人。